# Кадена (авіабаза)
Авіаба́за Кадена (англ. Kadena Air Base, (IATA: DNA, ICAO: RODN) — діюча військово-повітряна база Повітряних сил США, розташована на японському острові Окінава поблизу міст Кадена та Чятан.

## Історія
Авіаційна база Кадена веде свою історію з будівництва у березні 1945 року до початку битви за Окінаву невеликого польового аеродрому силами місцевої японської будівельної компанії для потреб наземної авіації Імперської армії Японії. Після завоювання острову, американці відновили сильно пошкоджену внаслідок бомбардувань злітно-посадкову смугу аеродрому силами 7-ї піхотної дивізії, значно покращили технічні характеристики бази та вже 6 квітня 1945 року на неї сів перший літак американських Повітряних сил армії. Протягом весни-літа, попри інтенсивних боям, що точилися на Окінаві, польовий аеродром розрісся й став спроможним приймати важкі бомбардувальники, що залучалися на повітряні атаки японських міст та воєнних об'єктів.
Після завершення війни та повної капітуляції Японської імперії, польовий аеродром залишився в руках американських повітряних сил та з часом перетворився на одну з найпотужніших військово-повітряних баз у світі, так, на ньому базується найбільше в Повітряних силах США авіаційне крило — 18-те.

## Дислокація
На авіаційній базі Кадена за станом на 2016 рік базуються формування: Бойового Командування, Командування спеціальних операцій, Транспортного командування Повітряних сил США, а також авіації армії США.
Основні формування:
- 18-те крило;
- 353-тя група спеціальних операцій.

## Галерея

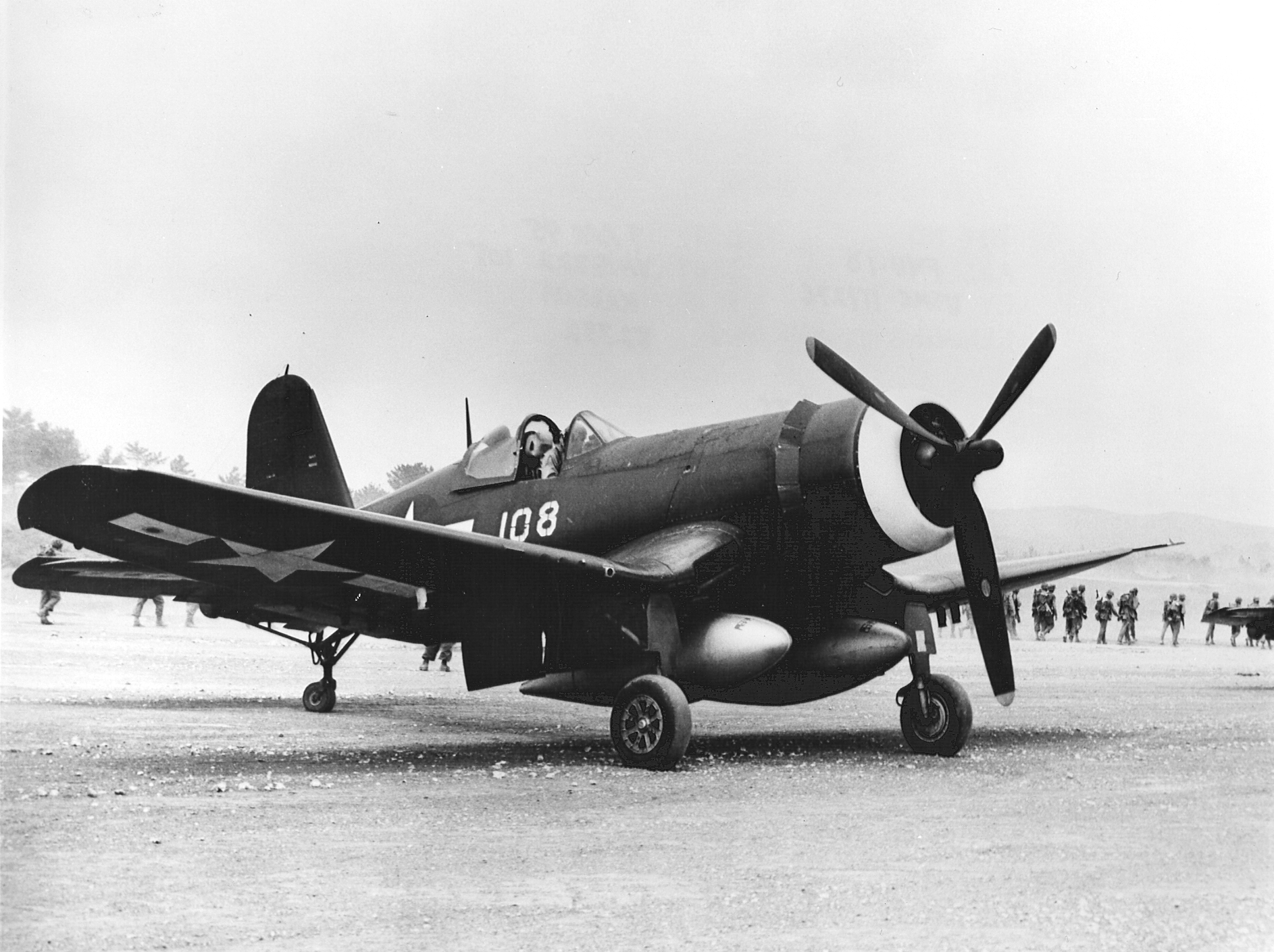
Палубний винищувач F4U «Корсар» Корпусу морської піхоти на льотному полі щойно захопленого острову Окінава. 9 квітня 1945
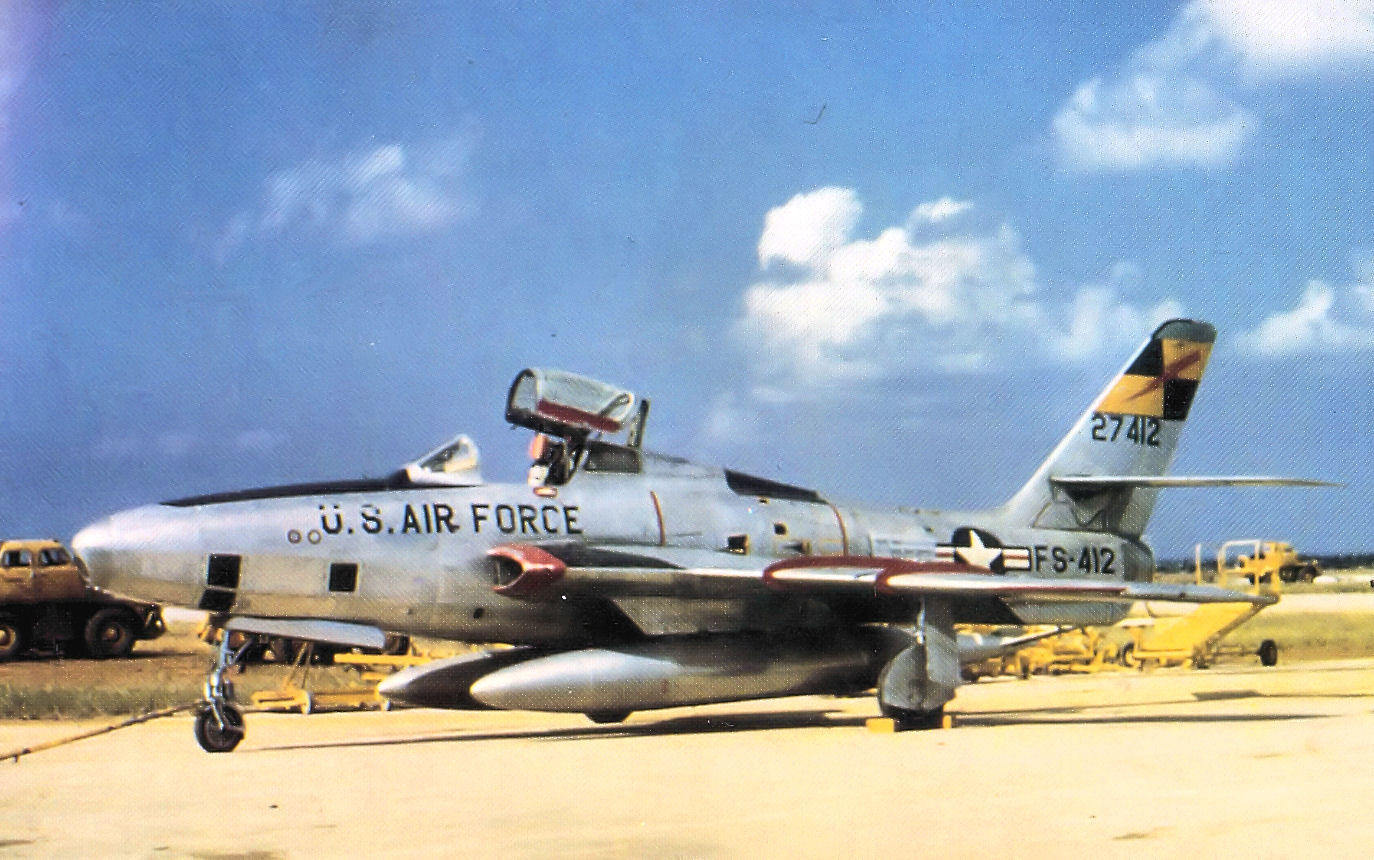
Винищувач-бомбардувальник RF-84 на злітно-посадковій смузі аеродрому. 1956
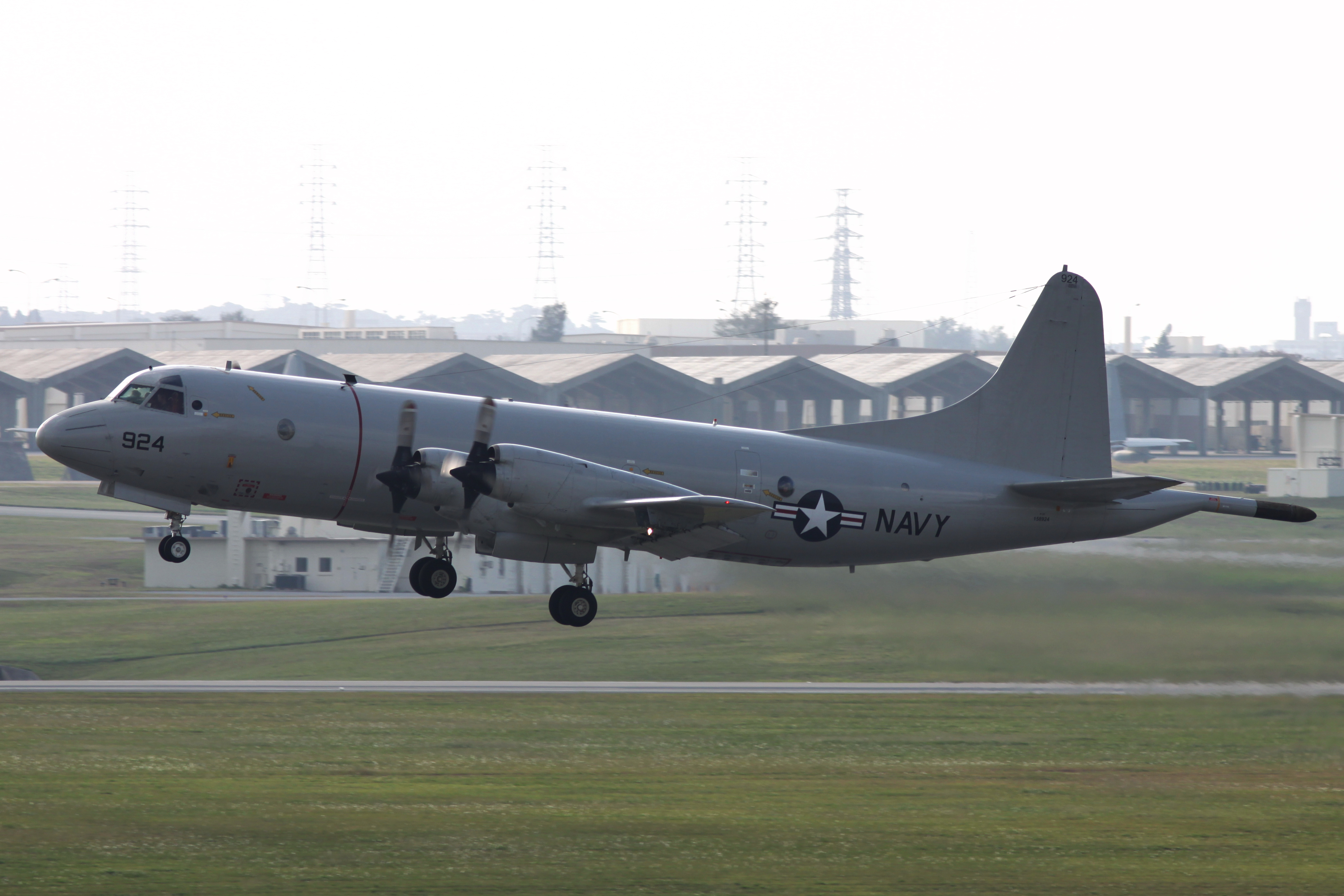
Зліт патрульного літака P-3C Orion з авіабази Кадена. 31 грудня 2009
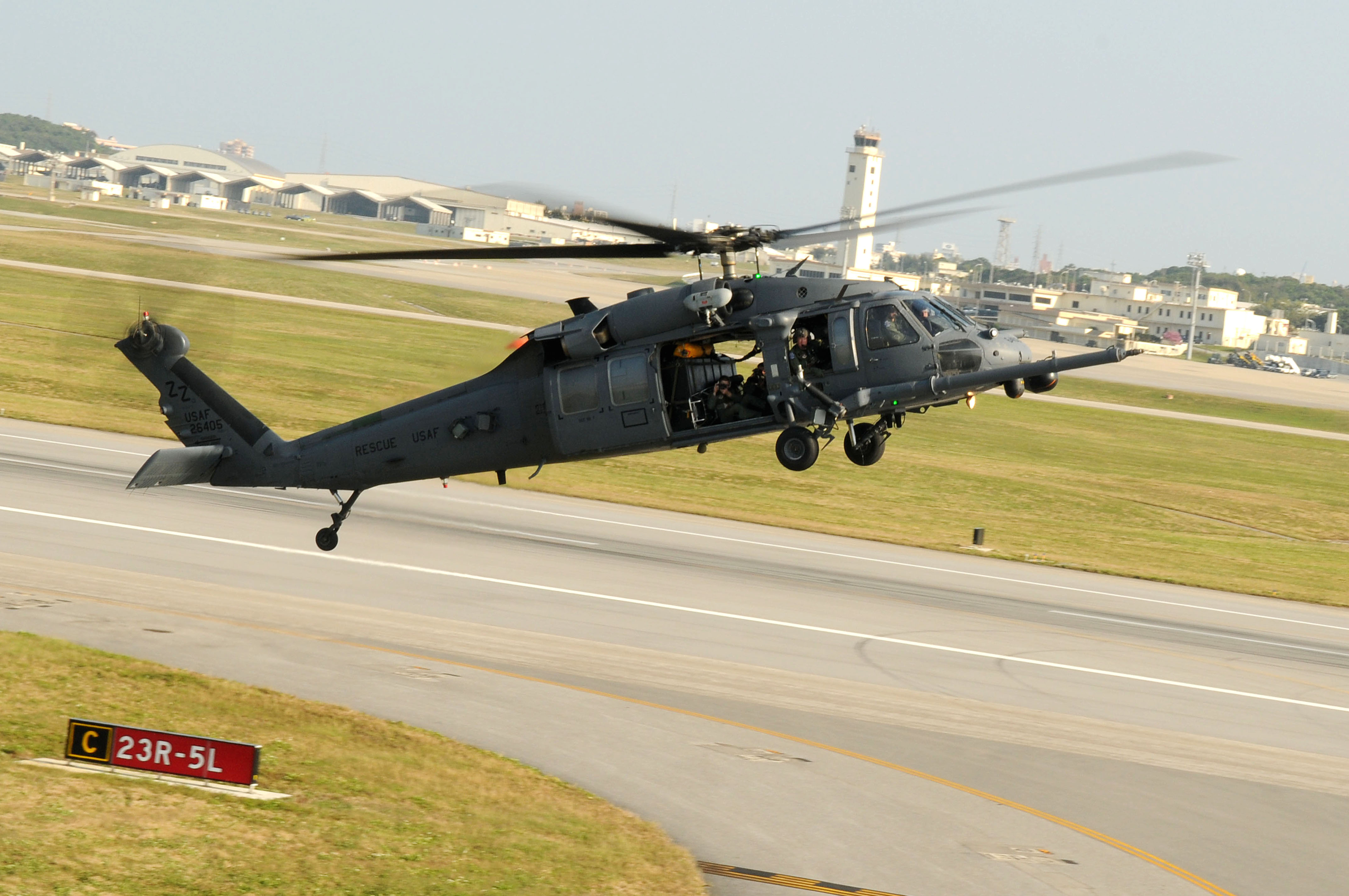
Вертоліт бойових пошуково-рятувальних операції HH-60 Pave Hawk здійснює посадку на аеродромі Кадени. 9 лютого 2009
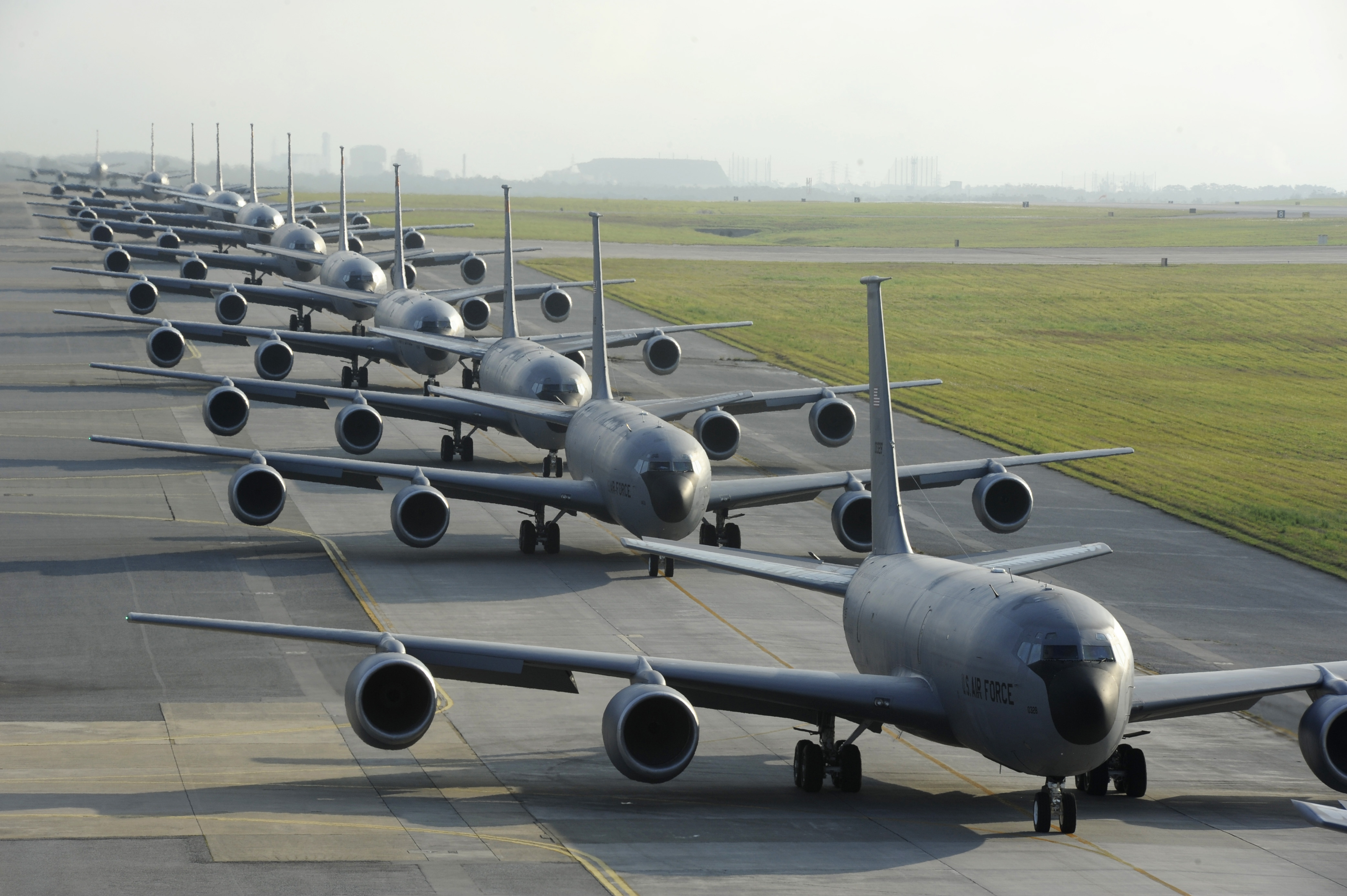
Дванадцять літаків-заправників KC-135 Stratotanker готуються до зльоту на навчаннях «Форсфул Тайгер». 1 квітня 2015
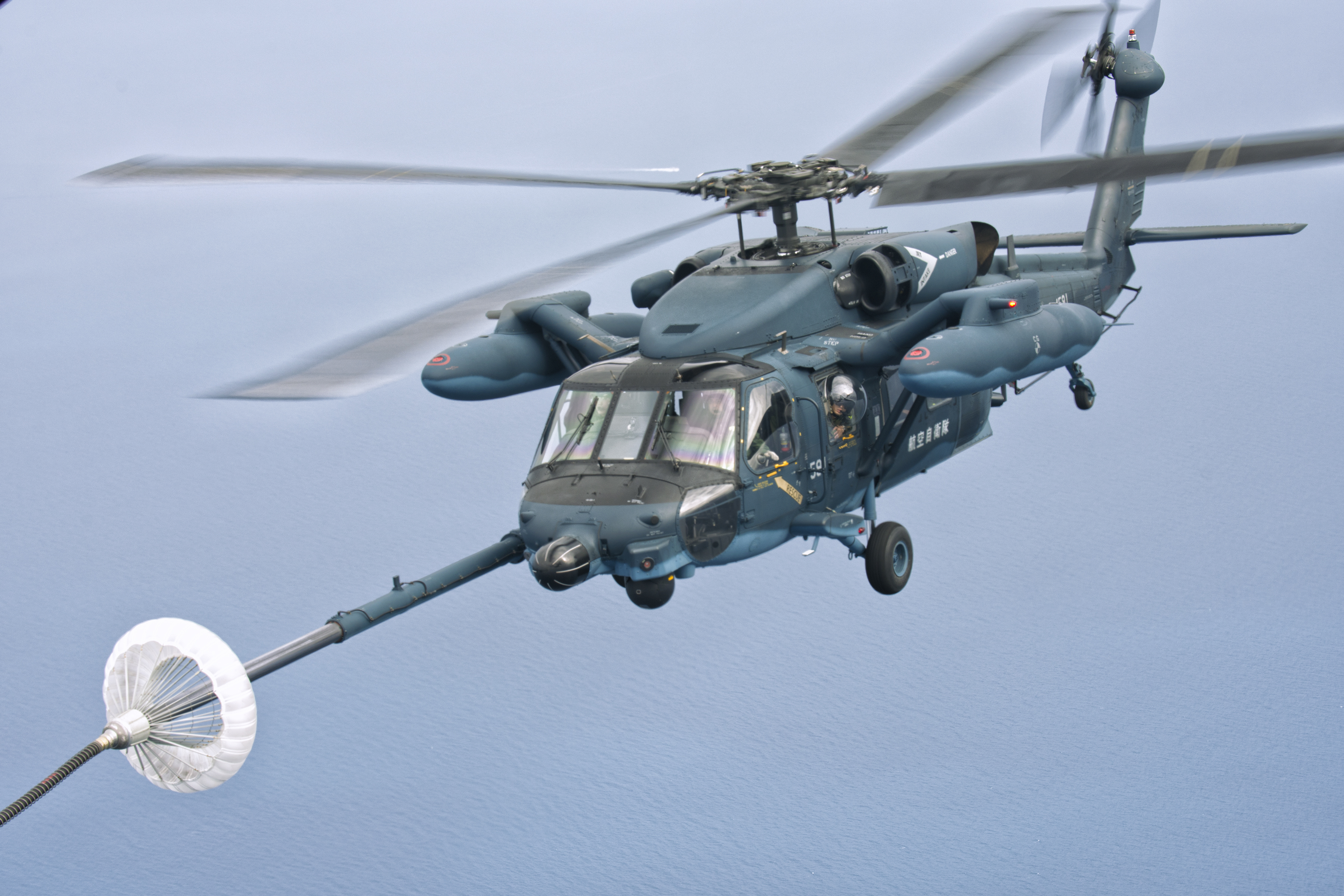
Японський протичовновий вертоліт UH-60J здійснює дозаправлення у повітрі з літака-танкера MC-130P 353-ї групи спецоперацій над Японським морем. 5 червня 2014
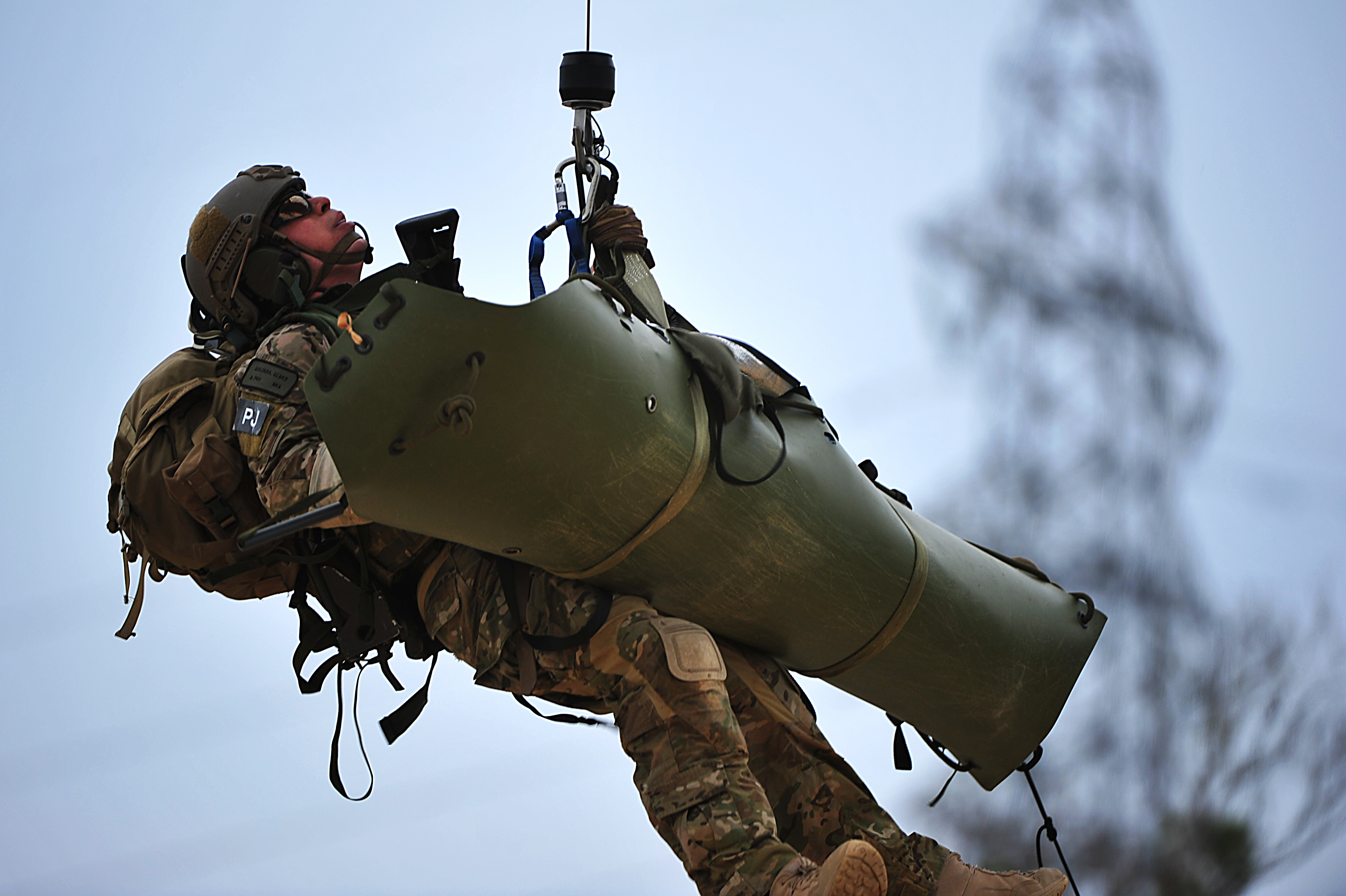
Тренування парашутистів-рятівників Повітряних сил 123-ї ескадрильї спеціальної тактики в евакуації постраждалого на борт вертольоту HH-60 Pave Hawk. 7 лютого 2013
Ланка винищувачів F-15 в польоті над Тихим океаном. 28 жовтня 2013
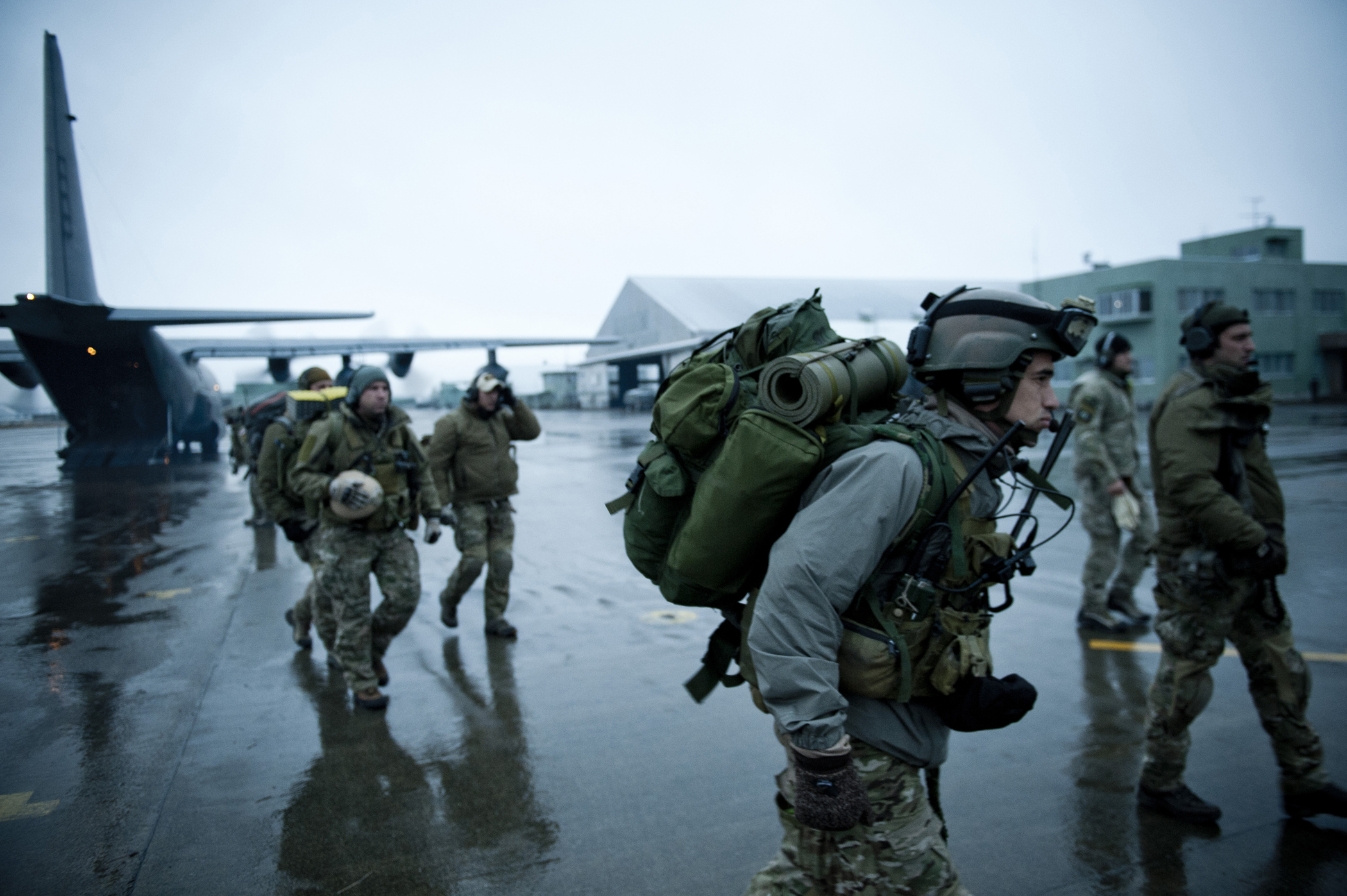
Оператори спеціальних операцій Повітряних сил США з 320-ї ескадрильї підтримки спецоперацій на аеродромі Кадени. 16 березня 2011
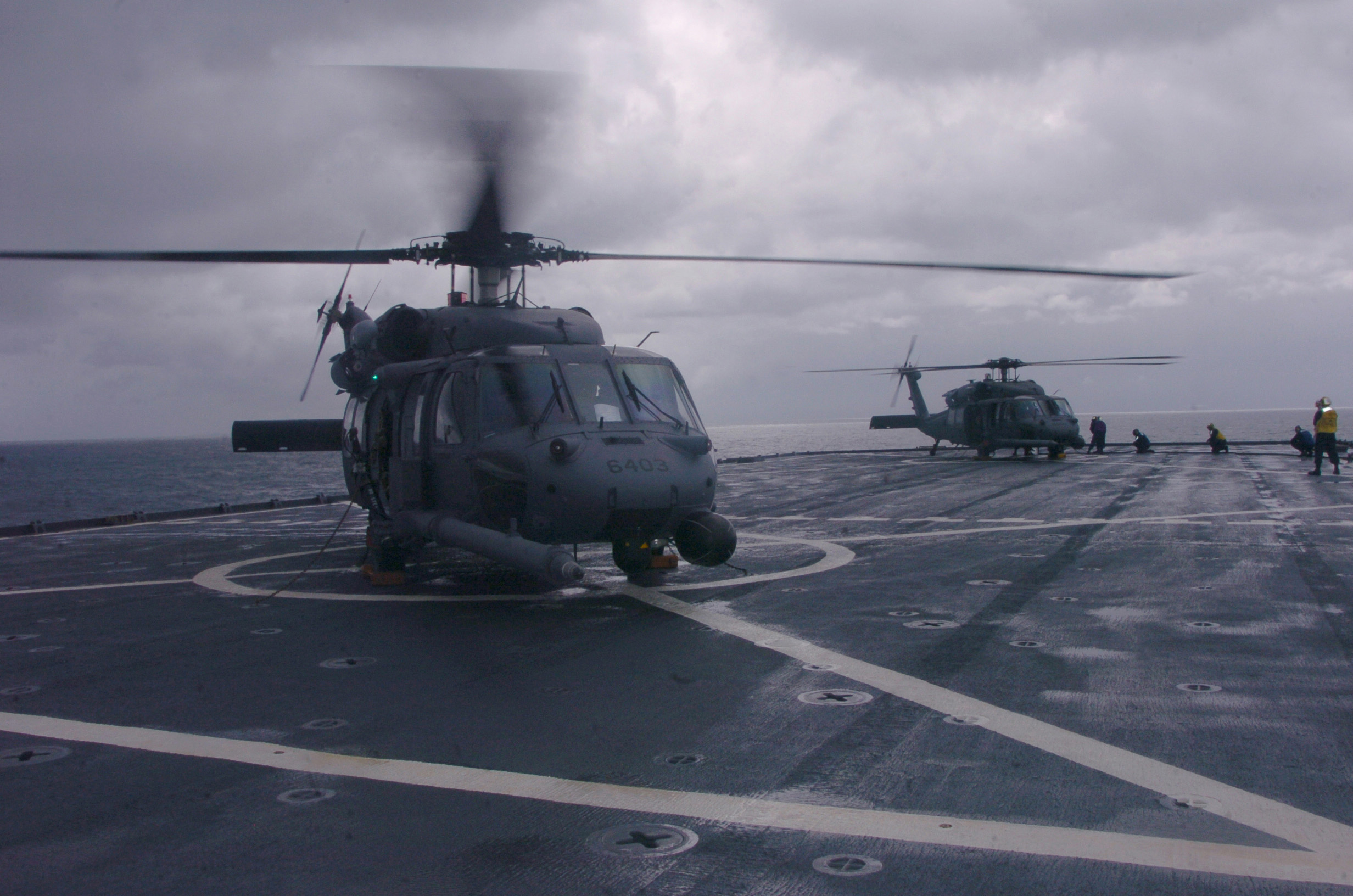
Вертольоти HH-60 Pave Hawk на борту десантного доку класу «Відбі Айленд» USS «Форт Макгенрі» під час навчань. 17 грудня 2004